# Newton (PDA)

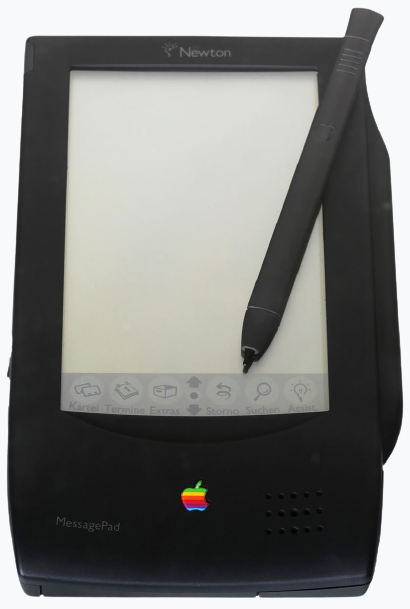
Apple Newton

Apple Newton eller bara Newton är en handdator tillverkad av företaget Apple Computer (idag Apple Inc.). Enheten innehåller en ARM RISC-processor och kan tolka handskrift, dessvärre lämnade funktionen mycket att önska.  Enheten tillverkades mellan 1993 och 1998, varefter all utveckling och tillverkning är nerlagd.  Enheten har inspirerat andra tillverkare till liknande lösningar till exempel Palm.

## Versioner i tidsordning
- Original Newton MessagePad (1993)
- Sharp ExpertPad PI-7000 (1993)
- Apple MessagePad 100 (1994)
- Apple MessagePad 110 (1994)
- Sharp ExpertPad PI-7100 (1994)
- Apple MessagePad 120 (1994)
- Digital Ocean Tarpon (1995)
- Motorola Marco (1995)
- Harris SuperTech 2000 (1995)
- Digital Ocean Seahorse (1996)
- Apple MessagePad 130 (1996)
- Apple eMate 300 (1997)
- Apple MessagePad 2000 (1997)
- Apple MessagePad 2100 (1997)